# Haloclavidae
Famille
Les Haloclavidae sont une famille d'anémones de mer de l'ordre des Actiniaria.

## Liste des genres
Selon World Register of Marine Species (23 janvier 2021) :
- genre Anemonactis Andres, 1881
- genre Antennapeachia Izumi, Yanagi & Fujita, 2016
- genre Eloactis
- genre Haloclava Verrill, 1899
- genre Harenactis Torrey, 1902
- genre Ilyanthus Forbes, 1840
- genre Mesacmaea Andres, 1883
- genre Metapeachia Carlgren, 1943
- genre Oractis McMurrich, 1893
- genre Peachia Gosse, 1855
- genre Philomedusa
- genre Siphonactinia
- genre Stephanthus Rodríguez & López-González, 2003
- genre Synpeachia Yap, Fautin, Ramos & Tan, 2014
- genre Tenactis Barragán, Sánchez & Rodríguez, 2018